# Gloria Careaga Pérez
Gloria Angélica Careaga Pérez (Guadalajara, México, 28 de enero de 1947) conocida también como Gloria Careaga o Gloria Pérez, es una psicóloga social, feminista y activista LGBT de la Ciudad de México. De 2008 a 2014 fue co-secretaria general de la Asociación Internacional de Gays y Lesbianas ILGA. Actualmente es directora y fundadora de la Fundación Arcoíris, forma parte del Consejo Consultivo de El Clóset de Sor Juana y es académica de la UNAM. En enero de 2018 fue elegida integrante suplente del Grupo Asesor de la Sociedad Civil de ONU Mujeres en América Latina y el Caribe.

## Trayectoria
Realizó sus estudios de Licenciatura en Psicología en el Instituto de Tecnología de Estudios Superiores de Occidente y de Maestría en Psicología Social en la Universidad Nacional Autónoma de México.
Desde 1979 enseña en la facultad de Psicología de la Universidad Nacional Autónoma de México (UNAM). Su principal punto de estudio es la sexualidad y la sociedad, y en los últimos años se ha concentrado en las cuestiones de género. Fue Secretaria Académica del Programa Universitario de Estudios de Género (PUEG) (1992-2004) fundado y dirigido hasta 2003 por Graciela Hierro. En 1998 estableció allí el departamento de Estudios de la Diversidad Sexual y enseñó nuevas perspectivas para el análisis de la masculinidad. Careaga ha coordinado seis antologías y ha publicado diversos artículos y colaboraciones en libros. 
En 2005 fue profesora visitante en la Universidad Nacional de Costa Rica y realizó una estancia profesional en ABIA en Rio de Janeiro, Brasil en 2007.
Ha coordinado varias antologías: Sexualidad, Estigma Y Derechos Humanos, Desafíos para el acceso a la salud en América Latina (2006), Debates sobre Masculinidades (2006), Sexualidades diversas.
De 2008 a 2014 fue co-secretaria general de la Asociación Internacional de Gays y Lesbianas ILGA.
En enero de 2018 fue elegida para formar parte del Grupo Asesor de la Sociedad Civil de ONU Mujeres en América Latina y el Caribe como integrante suplente. Tras un proceso de postulación y la revisión de casi 200 candidaturas, fueron seleccionadas como integrantes plenas Waldistrudis Hurtado, de Colombia; Quiteria Franco, de Venezuela; Gia Gaspard Taylor, de Trinidad y Tobago; y Marylyn Ramón Medellín, de México y como integrantes suplentes Janeth Lozano, de Colombia; Ileana La Rosa, de Venezuela, y Ro-Ann Mohammed, de Barbados; así como Gloria Careaga.

## Activismo

### El Clóset de Sor Juana
Gloria Careaga es cofundadora y miembro del Consejo Directivo de El Clóset de Sor Juana, uno de los grupos lésbicos más antiguos de México. Comenzó su trabajo en Derechos Humanos para las mujeres con diversas orientaciones sexuales desde 1992. Ofrece un espacio seguro para reuniones y establecimiento de redes, proporcionando ayuda, información y otros servicios, tales como material de lectura, vídeo y materiales de investigación para los estudiantes y profesionales interesados en entender la temática de la diversidad sexual. El acierto principal de la organización es el enriquecimiento de las mujeres con una comprensión de sí mismas y el papel que desempeñan dentro de la sociedad. La organización se define como parte de los movimientos feministas y gays y ha establecido redes con muchas organizaciones de derechos humanos.

### ILGA
También es cofundadora de la Fundación Arcoíris, un grupo que estudia e investiga la sexualidad.
Junto con Beto de Jesus, es representante de la región LAC (Latinoamérica y Caribe) en la ejecutiva de la International Lesbian, Gay, Bi, Trans and Intersex Association (ILGA). En la asamblea general de la ILGA de septiembre de 1999, fue elegida miembro del secretariado para la mujer. Es miembro del International Working Group on Sexuality and Social Policy (IWGSSP), situado en la Universidad de Columbia; del International Fund Advisory Panel del Astraea - Lesbian Foundation of Justice fundado en 1977; del International Advisory Board del International Gay and Lesbian Human Rights Commission (IGLHRC); así como en el panel consultivo de la Fundación Hirschfeld Eddy.
De 2008 a 2014 fue co-secretaria general de la Asociación Internacional de Gays y Lesbianas ILGA, junto con Renato Sabbadini.

## Obra

### Libros
- con Juan Guillermo Figueroa Perea, Maria Consuelo Mejia: Etica y salud reproductiva, PUEG-PUIS/UNAM, Miguel Ángel Porrúa, México 1996, ISBN 968-842-606-7
- Las relaciones entre los géneros en la salud reproductiva, México DF. Comité Promotor por una Maternidad sin Riesgos en México, 1996
- Orientación sexual en la lucha de las mujeres, El Clóset de Sor Juana, Women’s Secretariat de International Lesbian and Gay Association. Reedición. Versión en inglés y en español, 2001, ISBN 970-32-0713-8
- con Campbell Epsy (ed.): Poderes Cuestionados: sexismo y racismo en América Latina. Red de Mujeres Afrocaribeñas y Afrolatinoamericanas, Programa Universitario de Estudios de Género, UNAM. San José, Costa Rica, 2002
- con Salvador Cruz: Sexualidades diversas / Diverse Sexualities: Aproximaciones para su análisis, Programa Universitario de Estudios de Género-UNAM, Cámara de Diputados. México 2004, ISBN 970-701-542-X
- con E. Plácido (ed.): Balance político desde la experiencia de redes y organizaciones feministas mexicanas sobre la implementación de la Plataforma de Acción sobre la Mujer (Beijin+10). Editoras El Clóset de Sor Juana, Elige-Red de Jóvenes por los Derechos Sexuales y Reproductivos, CLADEM-México, Foro Nal. de mujeres y pol. de Población, Red Nacional de Género y Economía, Red Género y Medio Ambiente, Red Nacional Milenio Feminista. México. 2005
- con Carlos Cáceres, T. Frasca, Mario Martín Pecheny: Sexualidad, Estigma Y Derechos Humanos, Desafíos para el acceso a la salud en América Latina Universidad Peruana Cayetano Heredia. Lima, Perú. 2006
- con Cruz: Debates sobre Masculinidades, Poder, desarrollo, políticas públicas y ciudadanía, Programa Universitario de Estudios de Género, UNAM. México 2006

### Artículos en español
- Stonewall 25, marcha ante las Naciones Unidas y algo más., Debate Feminista, vol. 10 número 5, septiembre de 1994, p. 227-230
- El aborto, detonador de reflexiones pendientes., Fem (Journal) n°. 26 / 228, Difusión Cultural Feminista, A.C., 1. März 2002, S. 30
- ¡Viva la reina! (Graciela Hierro, filósofo feminista) (Biografía), Fem (Journal) n°. 27 / 249, Difusión Cultural Feminista, A.C., 1 de diciembre de 2003, p. 26

### Artículos en inglés
- con Patria Jiménez: «Mexico» en: IGLHRC (ed.): Unspoken Rules: Sexual Orientation and Women's Human Rights, S. 117-118
- con Julie Dorf: «Discrimination and the Tolerance of Difference: International Lesbian Human Rights», en: Julie Peters, Andrea Wolper: Womens Rights,  Human Rights: International Feminist Perspectives, Routledge, 1995
- Lesbians and gays in Mexico at the end of the millennium., Women's Health Collection, Latin American and Caribbean Women's Health Network, enero de 2000
- «I sing the body autonomous: a call to renew our struggle for sexual freedom. », Women's Health Journal 2/2004, Latin American and Caribbean Women's Health Network
- Is sexuality A Non negotiable component of the Cairo Agenda?, agosto de 2004
- Sexuality in the WSF 2007, Sexuality Policy Watch, 22 de enero de 2007